# Dizy-le-Gros
Pour les articles homonymes, voir Dizy et Gros.
Dizy-le-Gros est une commune française située dans le département de l'Aisne en région Hauts-de-France.

## Géographie

### Localisation
- 1Carte dynamique
- 2Carte OpenStreetMap
- 3Carte topographique
- 4Carte avec les communes environnantes

La commune est limitrophe du département des Ardennes.

### Communes limitrophes
| La Ville-aux-Bois-lès-Dizy | Lislet        | Montcornet, Montloué       |
| Boncourt                   | Dizy-le-Gros  | Le Thuel                   |
| Lappion                    | Nizy-le-Comte | Sévigny-Waleppe (Ardennes) |

### Hydrographie
La commune est située dans le bassin Seine-Normandie. Elle est drainée par le Pointy,.
Le Pointy, d'une longueur de 12 km, prend sa source dans la commune  et se jette  dans la Souche à Liesse-Notre-Dame, après avoir traversé sept communes.

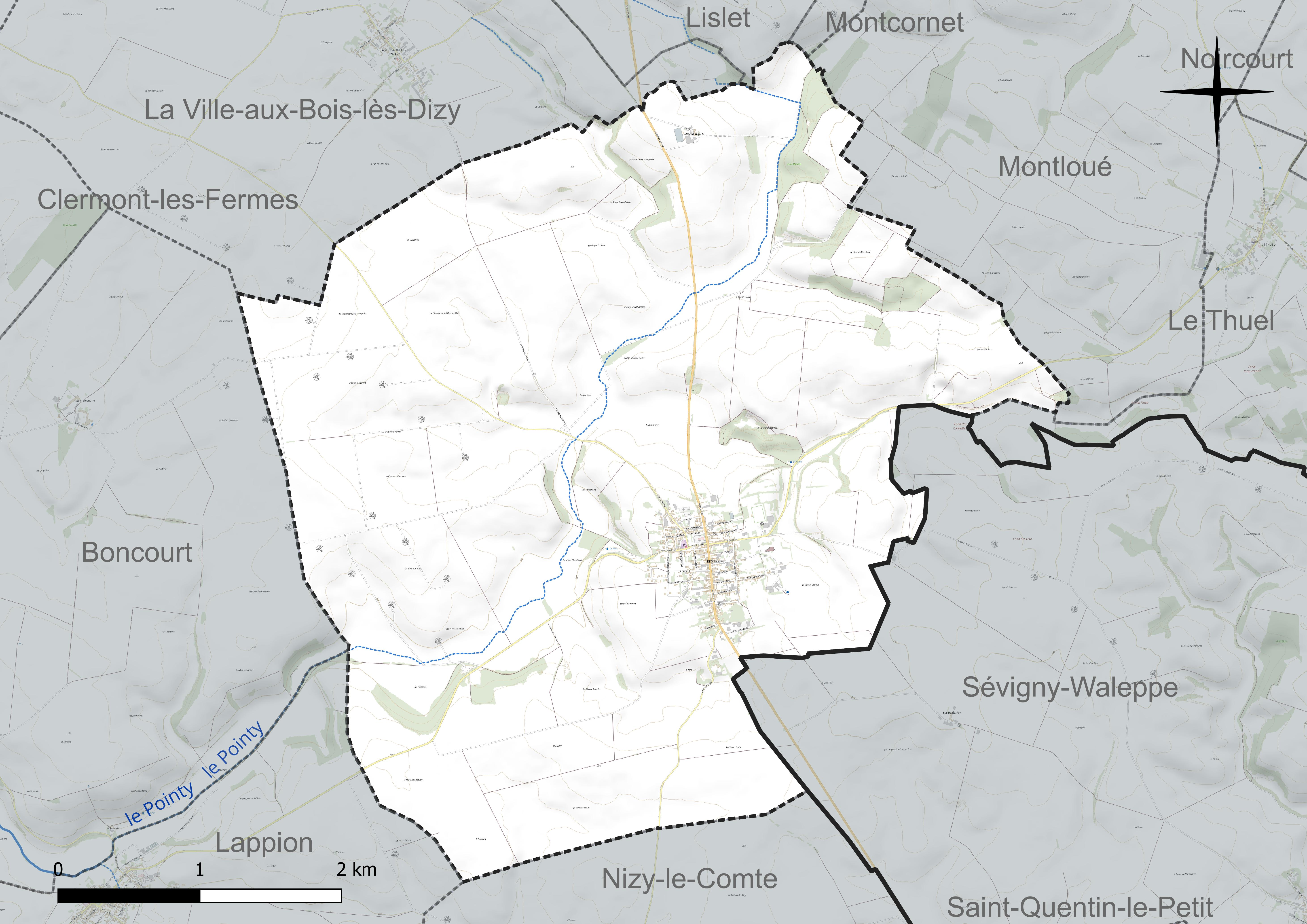
Réseau hydrographique de Dizy-le-Gros.

### Climat
Pour des articles plus généraux, voir Climat des Hauts-de-France et Climat de l'Aisne.
En 2010, le climat de la commune est de type climat océanique dégradé des plaines du Centre et du Nord, selon une étude du CNRS s'appuyant sur une série de données couvrant la période 1971-2000. En 2020, Météo-France publie une typologie des climats de la France métropolitaine dans laquelle la commune est exposée à un climat océanique altéré et est dans la région climatique Nord-est du bassin Parisien, caractérisée par un ensoleillement médiocre, une pluviométrie moyenne régulièrement répartie au cours de l'année et un hiver froid (3 °C).
Pour la période 1971-2000, la température annuelle moyenne est de 10,2 °C, avec une amplitude thermique annuelle de 15,2 °C. Le cumul annuel moyen de précipitations est de 801 mm, avec 12,3 jours de précipitations en janvier et 9,3 jours en juillet. Pour la période 1991-2020, la température moyenne annuelle observée sur la station météorologique la plus proche, située sur la commune de La Selve à 7 km à vol d'oiseau, est de 10,8 °C et le cumul annuel moyen de précipitations est de 710,7 mm,. Pour l'avenir, les paramètres climatiques de la commune estimés pour 2050 selon différents scénarios d'émission de gaz à effet de serre sont consultables sur un site dédié publié par Météo-France en novembre 2022.

## Urbanisme

### Typologie
Au 1er janvier 2024, Dizy-le-Gros est catégorisée bourg rural, selon la nouvelle grille communale de densité à 7 niveaux définie par l'Insee en 2022.
Elle est située hors unité urbaine. Par ailleurs la commune fait partie de l'aire d'attraction de Reims, dont elle est une commune de la couronne,. Cette aire, qui regroupe 294 communes, est catégorisée dans les aires de 200 000 à moins de 700 000 habitants,.

### Occupation des sols
L'occupation des sols de la commune, telle qu'elle ressort de la base de données européenne d'occupation biophysique des sols Corine Land Cover (CLC), est marquée par l'importance des territoires agricoles (95,2 % en 2018), une proportion sensiblement équivalente à celle de 1990 (96 %). La répartition détaillée en 2018 est la suivante: 
terres arables (92,5%), zones urbanisées (3,4%), zones agricoles hétérogènes (2,7%), forêts (1,5%).
L'évolution de l'occupation des sols de la commune et de ses infrastructures peut être observée sur les différentes représentations cartographiques du territoire : la carte de Cassini (XVIIIe siècle), la carte d'état-major (1820-1866) et les cartes ou photos aériennes de l'IGN pour la période actuelle (1950 à aujourd'hui).

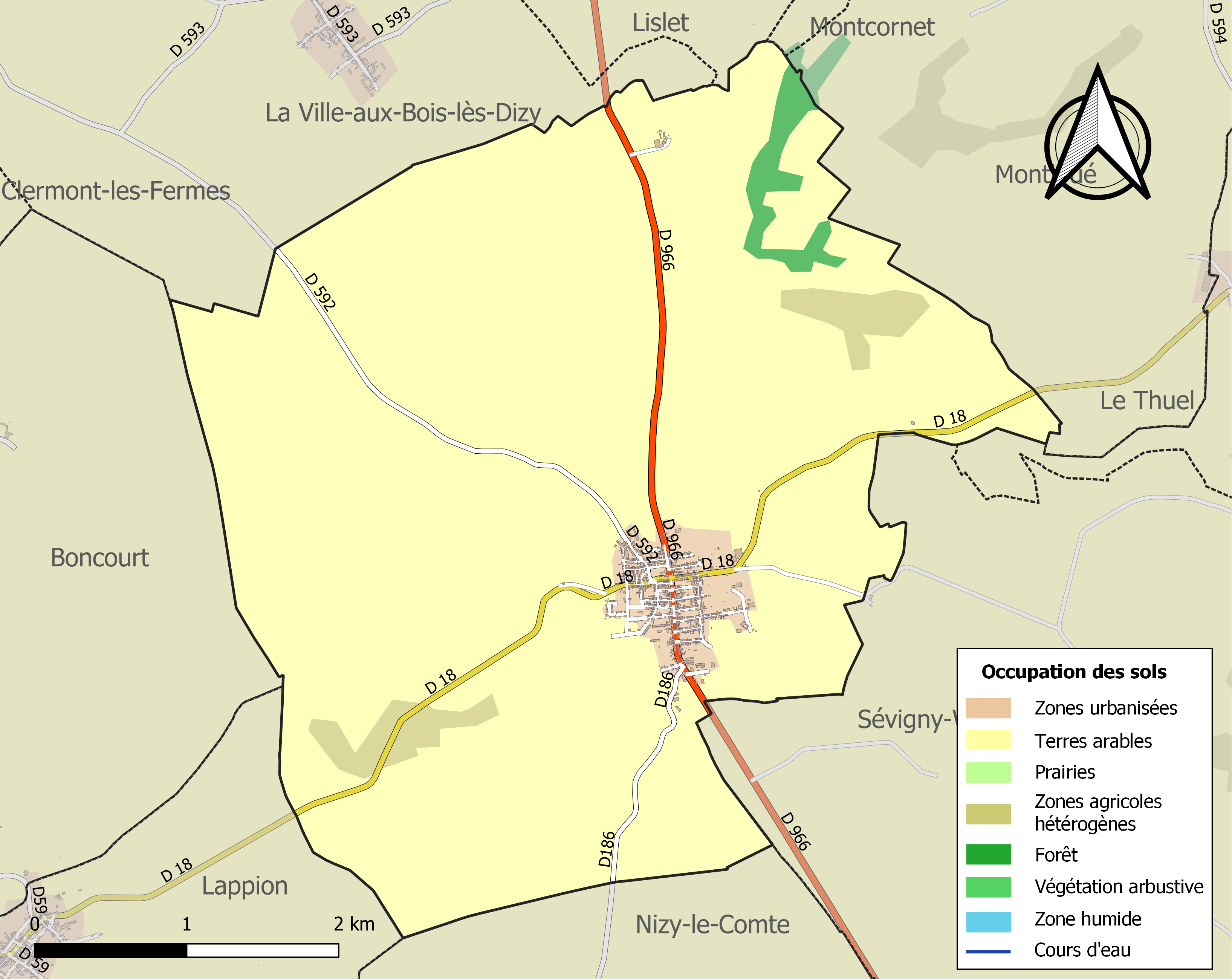
Carte des infrastructures et de l'occupation des sols de la commune en 2018 (CLC).

## Toponymie

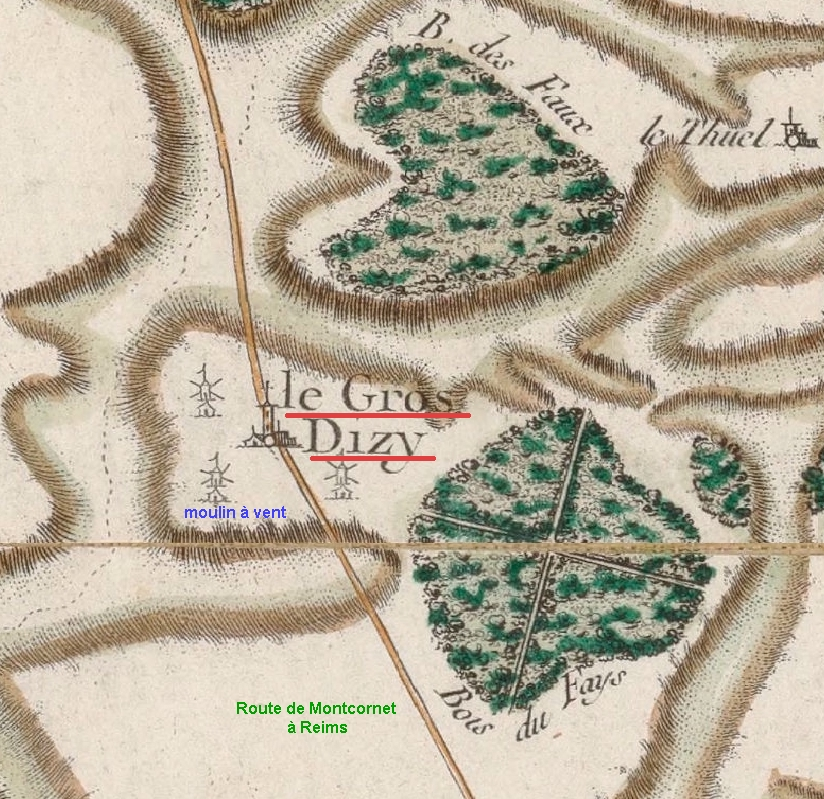
Carte de Cassini du secteur
(vers 1750).

Le village est cité pour la première fois en 907 sous l'appellation de Villa Disiacum dans un diplôme de Charles le Simple. Le nom varie ensuite : Dysi, Dysy, Altare de Disi ubi olim villa fuit sed post destructa cum parrochia, Dysiacus, Dissy-la-Ville en 1411, Magnus-Diziacus, Le Gros Dizy sur la carte de Cassini au XVIIIe siècle et enfin le nom actuel Dizy-le-Gros au XIXe siècle.

## Histoire

### Chronologie
Une charte de commune est accordée aux habitants de la paroisse en 1194.
La carte de Cassigni montre qu'au XVIIIe siècle, Dizy-le-Gros est une paroisse construite sur la route allant de Montcornet à Reims. 
Comme le village n'est pas situé sur une rivière et n'a donc pas de moulin à eau, trois moulins à vent en bois étaient bâtis au sud-ouest pour alimenter la paroisse en farine.

### Le3erégiment d'autos-mitrailleuses (RAM) à Dizy-le-Gros[16]
(juillet 2022).
- les combats de mai 1940,
- le sacrifice du 3e RAM,
- le Mémorial du 3e RAM.

Le 4 juillet 1948, la commune de Dizy-le-Gros inaugure le monument aux morts édifié à la mémoire de tous les morts du 3e régiment d'automitrailleuses (3e RAM), Morts pour la France pendant la Seconde Guerre mondiale, soit tombés dans les combats face à l'armée allemande soit dans les camps de prisonniers ou de la déportation.

C'était lors des combats du 16 mai 1940 que cette extraordinaire unité qui combattait sans un seul arrêt depuis le 10 mai 1940 et la frontière du Luxembourg où ses unités de reconnaissance et de découverte étaient entrées dès le premier jour.
Le 3e RAM qui fait partie de la 13e brigade légère motorisée tient jusqu'au 10 mai 1940 le secteur de Villerupt, Rédange, Ottange.
Il pénètre au Luxembourg le 10 mai et se porte au-devant de l'ennemi pour tenter de ralentir sa progression. Se heurtant aussitôt aux forces allemandes qui, elles, aussi attaquaient en force, il s'ensuit de violents combats qui permettent de stabiliser momentanément le front.

Le 3e RAM doit alors reculer pour se porter au secours, dans la région Sud de Serrouville en Meurthe-et-Moselle, où il est mis à la disposition du 42e corps d'armée français (CAF) en vue de rétablir la situation bien compromise dans le secteur de Longwy.
En fin de journée, les infiltrations ennemies sont refoulées, mais l'imminence d'une attaque en force contraint le commandement à faire replier les troupes françaises sur la position fortifiée de la ligne Maginot.
Le 15 mai, il reçoit une nouvelle mission de se mettre en appui de la 6e Armée.
Il se porte alors rapidement vers l'ouest par ses escadrons d'automitrailleuses et motocyclistes, laissant derrière lui ses escadrons de chars et de canons antichars. 
Arrivé à Dizy-le-Gros, il tentera dans la matinée du 16 mai sous les ordres du commandant de la Motte Rouge, qui a pris le commandement du régiment à la suite de la mort glorieuse du colonel de Couteux, de se fortifier dans ce village de l'Aisne, et d'y attendre ses escadrons plus lents. 
Le capitaine de Roys, commandant le 3e escadron est chargé de mettre Dizy-le-Gros en défense.
Aidé du lieutenant Desmeulles, il place le 2e escadron motocycliste du capitaine de Brignac au sud du village et la route de Reims, lui-même avec son 3e escadron de reconnaissance tenant le centre, et il place en appui au nord et au nord est le 1er escadron d'automitrailleuses du capitaine Weygand, en direction de Montcornet.
Le capitaine Weygand, qui commandait alors le 1er escadron d'automitrailleuses envisagera la publication d'un mémorial du 3e RAM, dont la partie consacrée aux combats de Dizy-le-Gros est donnée à la suite :
« Tout le long de l'Argonne le quadrille des Dornier Do 17, des Junkers Ju 87 accompagne le régiment. 
Ce n'est pas à lui qu'ils en veulent mais aux voies ferrées, et la traversée de Sainte-Menehould se fait sous les chapelets de bombes destinés à la gare. 
Vers Valmy, les convois de réfugiés commencent à encombrer les routes. Doucement mais fermement, il faut les arrêter pour que la colonne blindée passe. Pauvres êtres venus de partout, visages hagards, plein d'une détresse sur laquelle on a beaucoup écrit, mais qu'il faut avoir vu pour ne l'oublier jamais.
Sommeil de courte durée ; à trois heures, les ordres arrivent et aussitôt, par petits groupements, le régiment quitte Pont-Faverger afin de reconnaître les rives de la Serre et d'y arrêter les infiltrations ennemies venues du nord et du nord-est, cependant que le reste de la division s'installera en position défensive sur la lisière du camp de Sissonne.
Les soixante kilomètres qui séparent de la Serre sont faits à vive allure. Malgré cela, dans tout le secteur qui leur est attribué, les détachements du 3e RAM ne réussissent pas à prendre pied au nord de la rivière.
 Rozoy-sur-Serre et Montcornet, les principaux ponts sont déjà tenus et l'ennemi y dispose d'une défense assez solide pour arrêter la poignée de motocyclistes et les quelques automitrailleuses qui se présentent devant chacun d'eux.
La matinée du 16 mai s'écoule ainsi à chercher le point de passage le plus aisé à forcer avec de si faibles moyens ; mais en vain ; et au début de l'après-midi, le commandant du régiment se résigne à rester au sud de la vallée, son poste de commandement au village de Dizy-le-Gros et ses escadrons largement étalés face au nord et nord-est. À 15 heures, le septième des agents de liaison envoyés depuis le matin vers l'arrière pour rendre compte de la situation et demander des instructions revient. Il n'a pu trouver aucun des postes de commandement qu'il cherchait et qui sont sans doute submergés dans la marée des réfugiés et les embouteillages de routes.
Puisqu'il ne reçoit pas d'ordres, le commandant de La Motte Rouge prend seul ses décisions et c'est la plus audacieuse qu'il choisit. Quelque aventurée que soit la situation dans ce silence et cet isolement, on poursuivra jusqu'au soir les reconnaissances et on passera la nuit dans Dizy–le-Gros, carrefour des routes qu'il faut conserver et dans lequel on se fortifiera tant bien que mal.
Mais l'ennemi intervient alors de façon inattendue.
 Ce n'est ni du nord ni de l'est qu'il arrive. Pas même de l'ouest. C'est du sud qu'à partir de 16 heures commencent à déferler une centaine de chars de toutes tailles qui arrivant par la route de Reims, prennent à revers le dispositif. 
Ni les renseignements reçus au départ de Pont-Faverger, ni ceux de l'aviation d'observation qui n'a pas opéré de ce côté, n'ont pu faire prévoir une pareille aventure, surtout à des troupes qui viennent de se battre dans une région où le front n'a pas été percé. 
Et le plus grave, c'est qu'à cette ruée, le 3e RAM n'a rien de sérieux à opposer : pas un char, pas un canon à terre ; rien que des autos-mitrailleuses légères, à un contre dix.
Cependant il n'est pas question de reculer sans combat.
Dans ce hourvari où l'action des chefs ne peut se faire sentir que localement, chacun suit son instinct et chacun fait tête.
Dans Dizy-le-Gros qu'ils commençaient à fortifier, les motocyclistes livrent aux chars un combat inégal. Mitraillés à bout portant, canonnés, écrasés, ils ne veulent pas se rendre et pendant une demi-heure on entend claquer les rafales de leurs fusils-mitrailleurs, impuissants mais sublime effort de ces braves. Beaucoup sont tués ou blessés. Le reste harassé, traqué, est enfin pris. 
Parmi les morts criblés de balles, le fusil au poing, on retrouvera les lieutenants Leroy-Beaulieu et de Mandat Grancey, qui ont vendu chèrement leur vie. Parmi les morts aussi, le lieutenant Pissavy qui, par deux fois, avec un courage inouï, a cherché à glisser des mines sous les chenilles des chars et a été abattu au moment où il allait réussir.
Dizy-le-Gros nettoyée, l'ennemi se déploie en éventail face au nord et pousse vers la Serre, où il va cerner les trois détachements qui, depuis le matin, sont en face des ponts.
Il faut le ralentir et ainsi se donner le temps d'avertir ces détachements, afin de les faire glisser latéralement vers Sissone où s'installe la division.
Pour cela deux automitrailleuses sont engagées et sacrifiées. Les chars allemands marquent une hésitation et cela suffit pour que les détachements menacés soient sauvés. L'un d'eux, commandé par un jeune officier résolu, reviendra même à l'attaque et, accrochant le dispositif allemand sur son flanc, détruira trois chars légers. Cela fait, il rejoindra à la nuit la région de Sissone où ce qui reste du régiment est en train de se regrouper.
Cette fois c'est un capitaine qui prend le commandement du 3e RAM, le capitaine de Brignac. Au contact toute la journée devant Montcornet, il vient de rentrer à Sissone et la nuit se passe a rallier les isolés dont l'unité a été volatilisée à Dizy-le-Gros, par le heurt des chars et qui à travers champ, cherchent à rejoindre leurs camarades. Certains rentrent la nuit même, ayant réussi à passer au milieu d'un dispositif ennemi, comme le capitaine de Roys et le lieutenant Desmeulles, d'autres rejoindront un ou deux jours plus tard. Tous sont animés du désir de retrouver leur régiment et de recommencer à se battre avec lui.
On ne peut pas les citer tous ; il faut cependant parler de ces deux officiers qui, après une marche de 12 heures dans les lignes allemandes, ramènent leur détachement, soit près de quarante hommes, qu'ils ont fait échapper à la captivité. 
Il faut rappeler aussi l'héroïque conduite d'un sous-officier comptable, qui, malgré sa fonction, a voulu marcher avec son escadron. Blessé aux deux jambes, fait prisonnier, il s'évade du poste de secours où il a été soigné avec un autre auto-mitrailleur, affreusement blessé à la tête, et à travers la nuit hostile, ses deux moribonds, dévorés de fièvre, marchent pour retrouver le régiment.
 Le matin, ils arrivent par miracle à Sissone. Ils sont exténués et attendant le moment de les évacuer, on les étend sur un brancard, et on commence à les panser. À son capitaine qui vient alors le voir, le sous-officier n'a qu'une chose à dire : sa volonté de guérir pour revenir au front. Puis de ses vêtements ensanglantés, il sort quelque chose : c'est un vieux portefeuille dans lequel, tandis qu'on le soignait, il a compté et rangé le peu d'argent de l'escadron qu'il avait en garde et qu'il veut rendre avant de partir… Son devoir rempli jusqu'au bout, il se laisse évacuer.
Tous ces hommes là n'étaient pas des lâches ni des fuyards, et l'on pourra dire d'eux comme des légionnaires de Camerone :

« La vie plutôt que le courage abandonna ces braves ».
Si dure qu'ait été la journée du 16 mai, il n'est pas question pour le 3e RAM d'être mis au repos le lendemain. 
Le capitaine qui le commande fait donc l'appel des forces. 
Elles se composent de cinq auto-mitrailleuses utilisables et d'une trentaine de side-cars.
 Les chars, épuisés par l'étape du 15 mai, ne réapparaîtront pratiquement que le 19 juin, quant aux canons antichars, ils sont déjà repartis vers le front de la Division. 
C'est peu, mais c'est assez pour se battre, et dans la matinée du 17 mai, le régiment est de nouveau engagé aux abords du village de Sissone. Après Sissone, c'est Laon, où il battra encore l'estrade jusqu'au 30 mai, jour où son rôle définitivement terminé dans ce secteur, la 3e division de cavalerie ira se reformer derrière l'infanterie, au sud de la Seine.
Mais il est dit, dans cette campagne de 1940, on en a jamais fini.
Le lendemain, 21 mai, tandis que dans le petit village de Chacrise le 3e RAM panse ses graves blessures, on fait encore appel à lui pour intervenir sur l'Ailette, dans une opération locale. Au retour, une de ses cinq automitrailleuses manquera à l'appel, et sa carcasse percée d'obus brûlera lentement entre les lignes. »

### XXIesiècle
Par arrêté préfectoral du 20 décembre 2016, la commune est détachée le 1er janvier 2017 de l'arrondissement de Laon pour intégrer l'arrondissement de Vervins.

## Politique et administration

### Découpage territorial
La commune de Dizy-le-Gros est membre de la communauté de communes des Portes de la Thiérache, un établissement public de coopération intercommunale (EPCI) à fiscalité propre créé le 22 décembre 1997 dont le siège est à Rozoy-sur-Serre. Ce dernier est par ailleurs membre d'autres groupements intercommunaux.
Sur le plan administratif, elle est rattachée à l'arrondissement de Vervins, au département de l'Aisne et à la région Hauts-de-France. Sur le plan électoral, elle dépend du canton de Vervins pour l'élection des conseillers départementaux, depuis le redécoupage cantonal de 2014 entré en vigueur en 2015, et de la première circonscription de l'Aisne pour les élections législatives, depuis le dernier découpage électoral de 2010.

### Administration municipale
| Période                                  | Période                   | Identité          | Étiquette | Qualité                                                  |
| ---------------------------------------- | ------------------------- | ----------------- | --------- | -------------------------------------------------------- |
| Les données manquantes sont à compléter. |                           |                   |           |                                                          |
| avant 1995                               | ?                         | Murielle Briols   |           |                                                          |
| mars 2001                                | mars 2008                 | Francine Anquez   |           |                                                          |
| mars 2008                                | mai 2020                  | Jean-Marie Bouché | DVD       | Retraité de l'agriculture Réélu pour le mandat 2014-2020 |
| mai 2020                                 | En cours (au 23 mai 2020) | Martin Appert     |           |                                                          |

## Démographie
L'évolution du nombre d'habitants est connue à travers les recensements de la population effectués dans la commune depuis 1793. Pour les communes de moins de 10 000 habitants, une enquête de recensement portant sur toute la population est réalisée tous les cinq ans, les populations de référence des années intermédiaires étant quant à elles estimées par interpolation ou extrapolation. Pour la commune, le premier recensement exhaustif entrant dans le cadre du nouveau dispositif a été réalisé en 2004.

En 2022, la commune comptait 722 habitants, en évolution de −4,75 % par rapport à 2016 (Aisne : −1,97 %, France hors Mayotte : +2,11 %).
| 1793  | 1800  | 1806  | 1821  | 1831  | 1836  | 1841  | 1846  | 1851  |
| ----- | ----- | ----- | ----- | ----- | ----- | ----- | ----- | ----- |
| 1 220 | 1 233 | 1 386 | 1 490 | 1 544 | 1 486 | 1 572 | 1 553 | 1 623 |

| 1856  | 1861  | 1866  | 1872  | 1876  | 1881  | 1886  | 1891  | 1896  |
| ----- | ----- | ----- | ----- | ----- | ----- | ----- | ----- | ----- |
| 1 495 | 1 392 | 1 408 | 1 425 | 1 410 | 1 360 | 1 420 | 1 441 | 1 373 |

| 1901  | 1906  | 1911  | 1921  | 1926  | 1931  | 1936  | 1946  | 1954  |
| ----- | ----- | ----- | ----- | ----- | ----- | ----- | ----- | ----- |
| 1 331 | 1 302 | 1 282 | 1 084 | 1 135 | 1 182 | 1 213 | 1 130 | 1 152 |

| 1962  | 1968  | 1975 | 1982 | 1990 | 1999 | 2004 | 2006 | 2009 |
| ----- | ----- | ---- | ---- | ---- | ---- | ---- | ---- | ---- |
| 1 057 | 1 032 | 854  | 829  | 762  | 755  | 789  | 764  | 793  |

| 2014 | 2019 | 2022 | - | - | - | - | - | - |
| ---- | ---- | ---- | - | - | - | - | - | - |
| 760  | 730  | 722  | - | - | - | - | - | - |

## Culture locale et patrimoine

### Lieux et monuments
- Église de la Nativité-de-la-Sainte-Vierge.
- Monument aux morts du 3e régiment d'automitrailleuses (RAM).
- Sucrerie de Dizy-le-Gros et son chemin de fer (Groupe Listre).

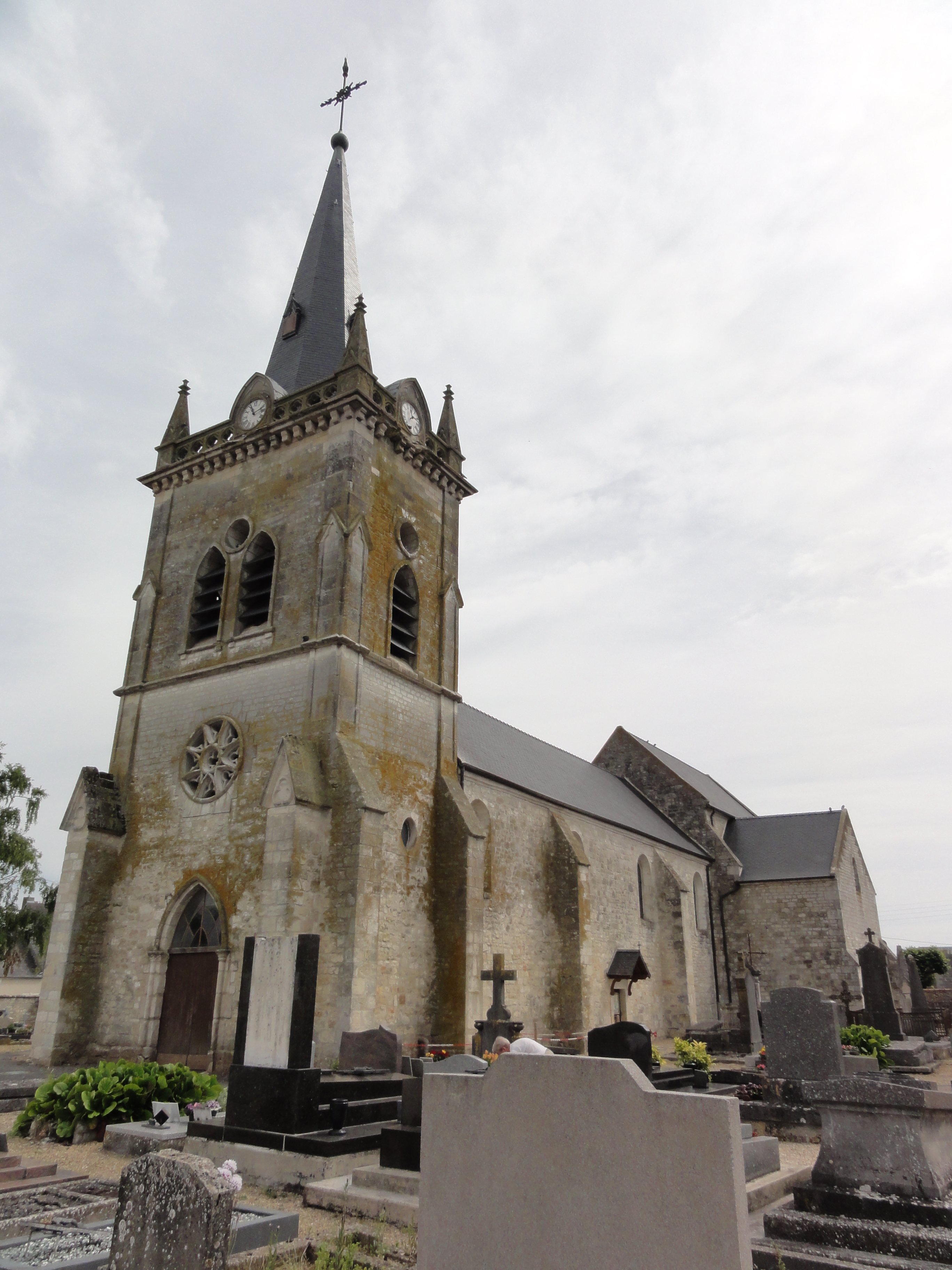
Église.
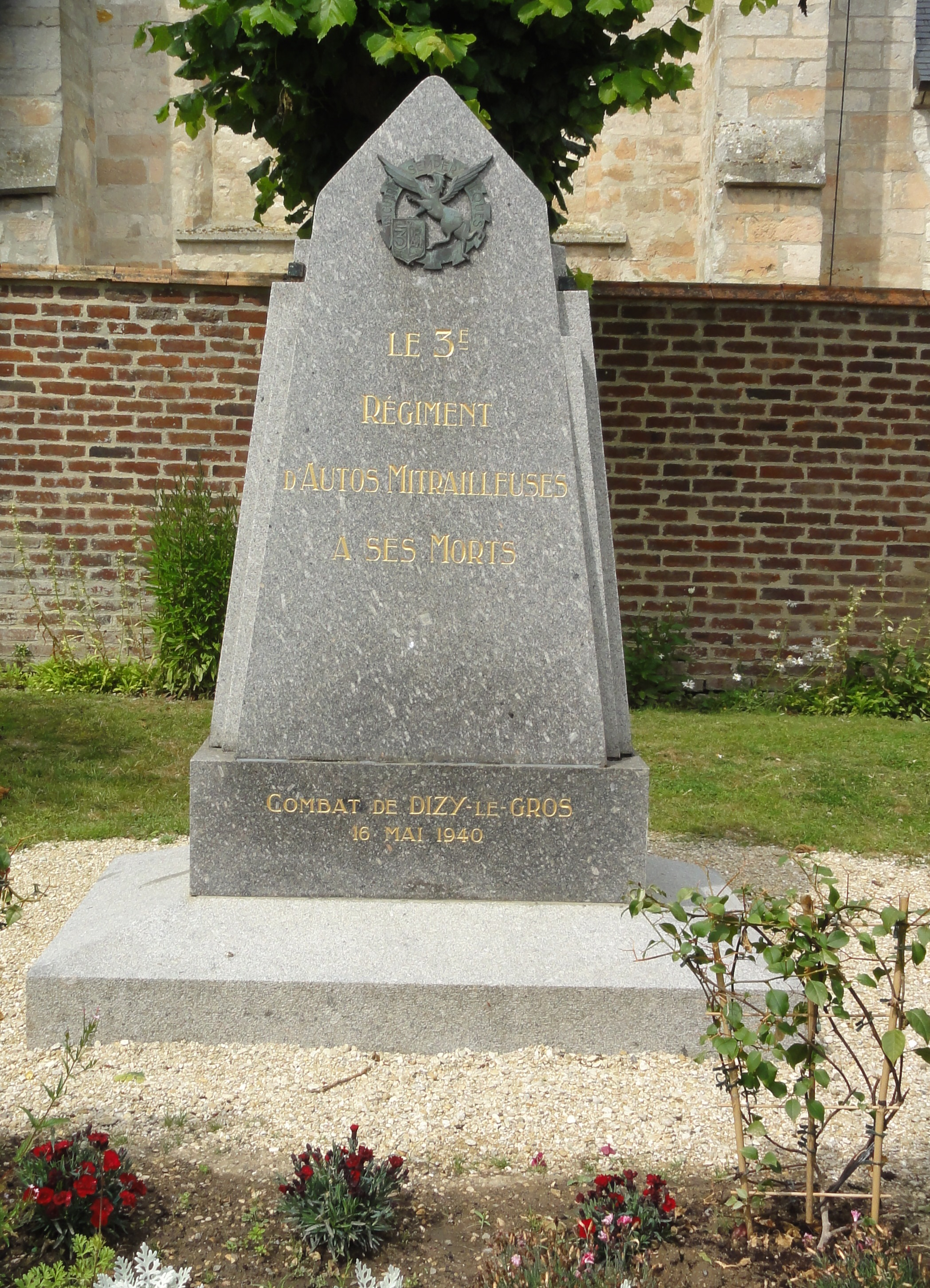
Monument aux morts du 3e régiment d'auto-mitrailleuses.
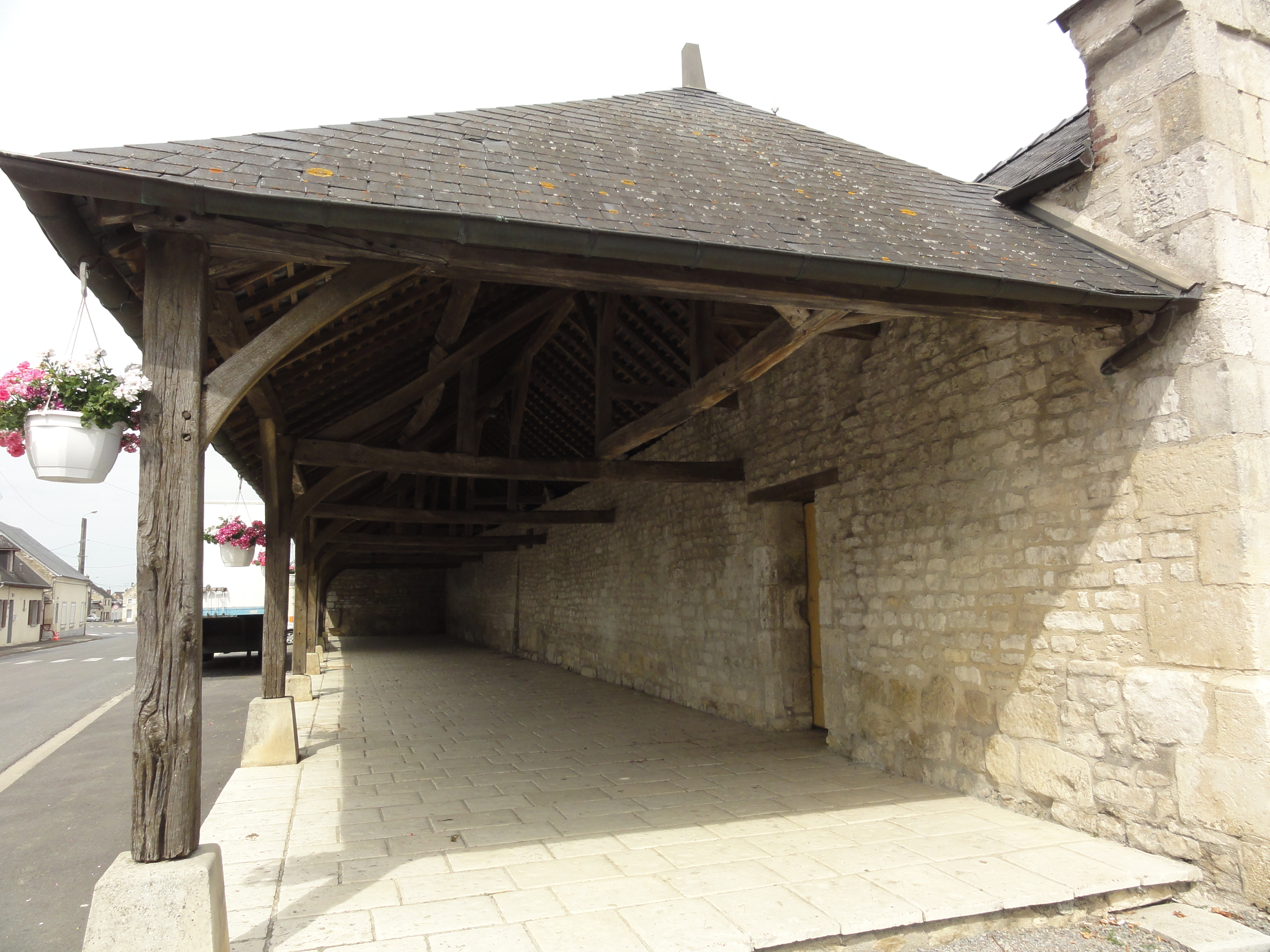
Halle couverte.
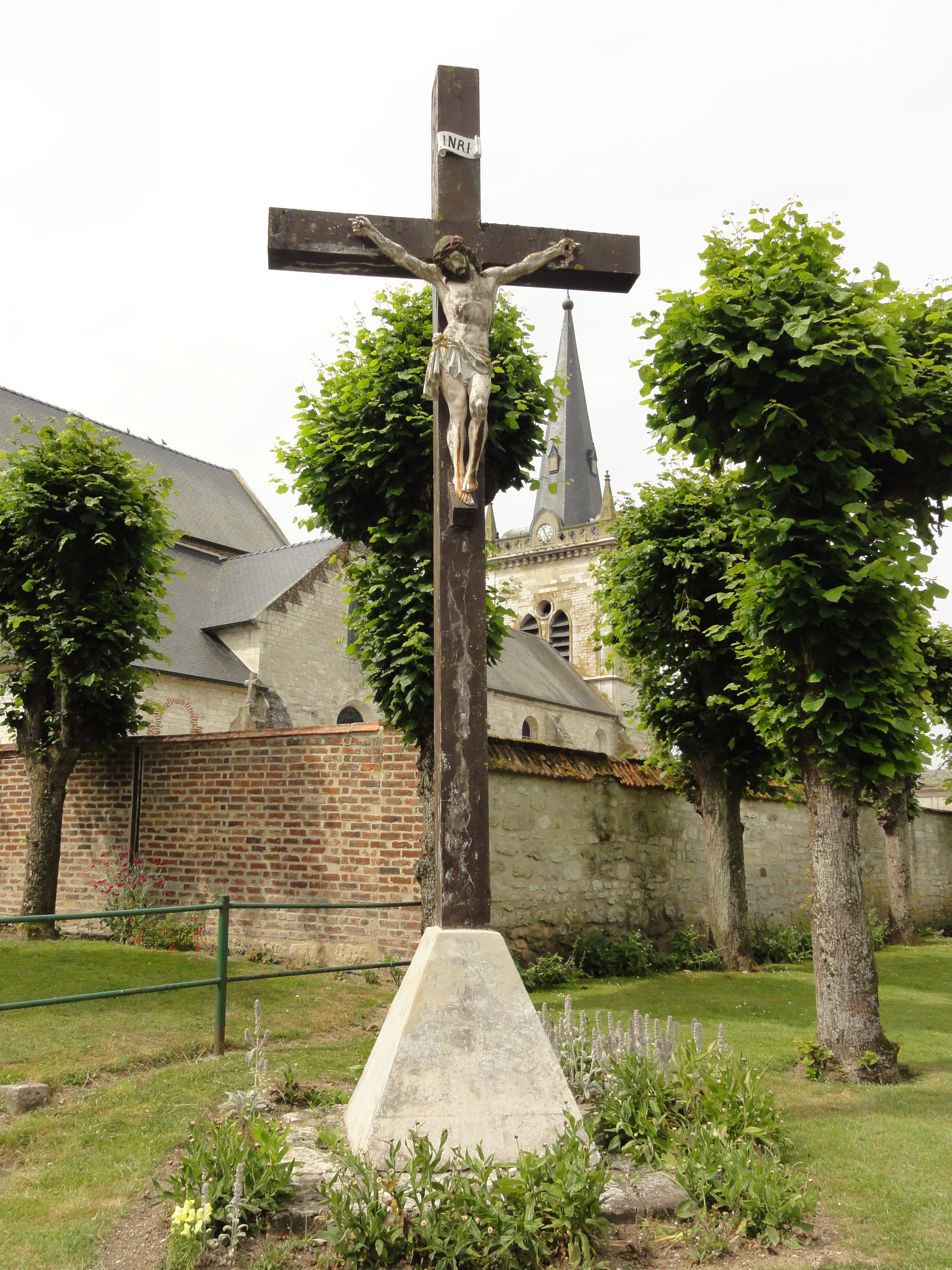
Croix de chemin.

### Personnalités liées à la commune
- Robert Jonquet, ancien footballeur du Stade de Reims et de l'Équipe de France de 1958, a vécu dans cette commune. Son père y tenait un salon de coiffure.

### Héraldique
| Blason de Dizy-le-Gros | Blason  | D'azur à la fasce d'argent accompagnée en chef de deux fleurs de lis d'or et en pointe de deux crosses du même passées en sautoir. Ornements extérieursCroix de guerre 1914-1918 |
| Blason de Dizy-le-Gros | Détails | Le statut officiel du blason reste à déterminer. |

## Pour approfondir